# Eois paulona
Eois paulona là một loài bướm đêm trong họ Geometridae.